# Гетьманський знак

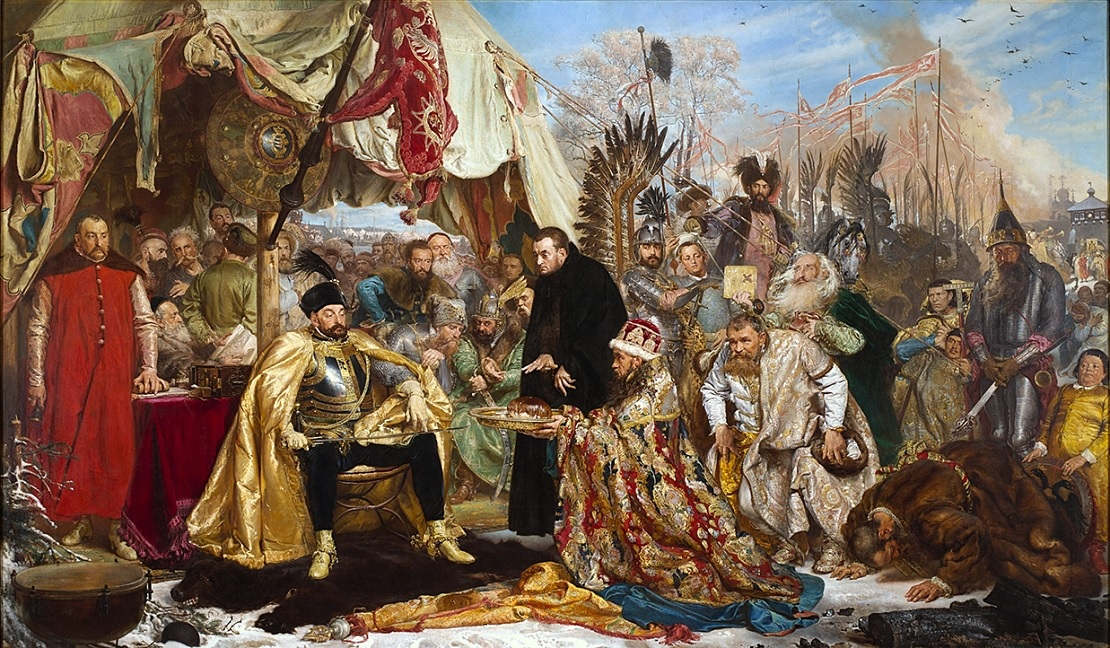
Знак гетьмана знаходиться у верхній, центральній частині картини (Ян Матейко, Стефан Баторій під Псковом)

Гетьманський знак або Знак гетьмана (пол. Znak hetmański) один з клейнодів гетьманської влади. Використовувався як державний символ в Речі Посполитій, Великому князівстві Литовському, Руському і Жемантійському та в Українській козацькій державі.
Знак гетьмана піднімали коли гетьман вирушав в похід або під час урочистих церемоній, коли гетьман пересувався верхи на коні. Інколи знак гетьмана використовували регіментар або наказний гетьман. Зазвичай гетьманський знак віз, одразу після гетьмана, зброєносець або джура. 

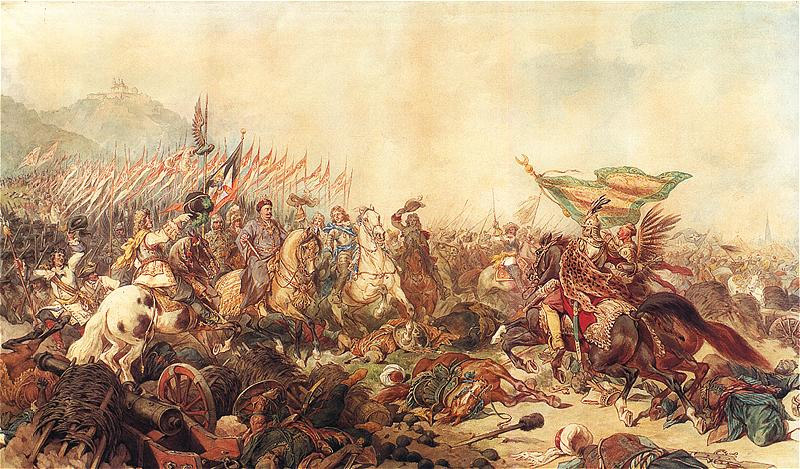
Знак гетьмана тримає джура біля Яна III Собеського в лівій частині картини (Юліуш Коссак, Я. Собеський біля Відня)

Вперше його почав використовувати гетьман Ян Тарновський.  
З другої половини XVI століття до початку XVIII ст. гетьманський знак поширився на території Великого князівства Литовського і Руського та в Козацькій державі.

## Опис
Знак гетьмана являв собою композицію з різних предметів на спеціальному списі. На списі, увінчаному латунною (або виготовленою з іншого металу) кулею або стрілкою, знаходилось «крило», прикріплене металевою застібкою. Крило могло бути виготовлено з пір’я журавлів, страусів або орлів.
З часом ця композиція зазнавала різних змін. Це могли були також різнокольорові стрічки, прапор або кінський хвіст, прикріплений до вершини списа. 
Також, коли під час бою, на полі битви був присутній гетьман, до нього приєднувався так званий «капелюх гетьмана». Цей символ міг використовувати лише гетьман.  
Цей знак підкреслював особливу, владну роль гетьмана як головнокомандувача армією та виконував важливу утилітарну роль. Він інформував військо, де знаходиться гетьман, і нагадував про постійну присутність його на полі бою.
Назва «гетьманський знак» або «знак гетьмана» є синонімом слова бунчук. Вважається, що назви козацьких клейнодів: булава, бунчук, сагайдак прийшли зі сходу, а регімент із Західної Європи.
Сама композиція, вигляд та форма знаку гетьмана є унікальною та використалась тільки в Речі Посполитій, Великому князівстві Литовському і Руському та в Українській козацькій державі з 17 століття й до розділу Речі Посполитої.
Він став найбільш популярним за часів правління короля Речі Посполитої, Великого князя Литовського, Руського, Смоленського, Сіверського, Чернігівського, тощо - Яна III Собеського. Хоча він отримав корону, будучи до цього гетьманом Речі Посполитої, він не відкинув свого колишнього клейноду влади.
При ньому ж знак гетьмана зазнав видозміни. З періоду правління Яна III Собеського з'являється елемент, що замість "капелюха гетьмана" імітує тюрбан султана, а на місці стрічок з'являється кінський хвіст.
Після повстання Богдана Хмельницького в Україні, а з середини XVIII століття в усій Речі Посполитій знак гетьмана був повністю замінений на бунчук.
Знак гетьмана символізував найвищу військову владу в державі та був особистим клейнодом влади, що був з гетьманом від моменту отримання ним булави аж до похорон, де знак ритуально розбивався. Цей символ мав велике значення на полях битв, де вказував на місцезнаходження командувача та символізував присутність гетьмана з бійцями. Окремі компоненти знаку гетьмана також мали глибокий зміст, які символічно передавали риси характеру особи, що займала цю посаду.